# Período entreguerras

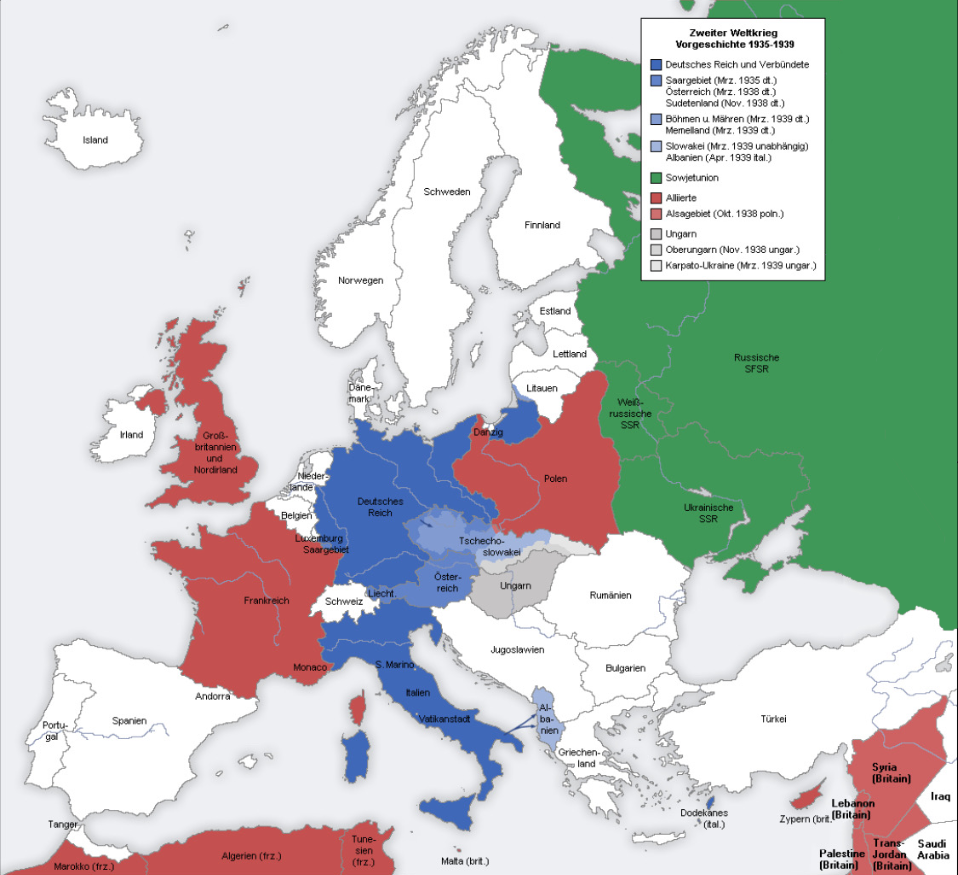
Mapa da Europa nas vésperas da Segunda Guerra Mundial. No mapa pode-se observar a vermelho os aliados e consequentes anexações, a azul os países do eixo e consequentes anexações, e a verde a URSS.

O período entreguerras durou de 11 de novembro de 1918 a 1 de setembro de 1939 (20 anos, 9 meses e 21 dias), abrange desde o fim da Primeira Guerra Mundial até o início da Segunda Guerra Mundial. O período entre guerras foi relativamente curto, mas apresentou muitas mudanças sociais, políticas e econômicas significativas em todo o mundo. A produção de energia baseada no petróleo e a mecanização levaram aos Roaring Twenties, uma época de bastante mobilidade social e econômica para a classe média. Automóveis, iluminação elétrica, rádio e muito mais tornaram-se comuns entre as populações do mundo desenvolvido. As indulgências da época foram seguidas pela Grande Depressão, uma crise econômica mundial sem precedentes que prejudicou severamente muitas das maiores economias do mundo.

Mapa da Europa em 1923.

Politicamente, a época coincidiu com a ascensão do comunismo, começando na Rússia com a Revolução de Outubro e a Guerra Civil Russa, no final da Primeira Guerra Mundial, e terminando com a ascensão do fascismo, particularmente na Alemanha e na Itália. A China estava enfrentando meio século de instabilidade e a Guerra Civil Chinesa entre o Kuomintang e o Partido Comunista Chinês. Os impérios da Grã-Bretanha, França e outros enfrentaram desafios à medida que o imperialismo era cada vez mais visto negativamente na Europa e os movimentos de independência surgiam em muitas colônias; por exemplo, o sul da Irlanda tornou-se independente depois de muita luta.
Os impérios otomano, austro-húngaro e alemão foram desmantelados, com os territórios otomanos e as colônias alemãs sendo redistribuídas entre os aliados, principalmente entre a Grã-Bretanha e a França. As partes ocidentais do Império Russo, Estônia, Finlândia, Letônia, Lituânia e Polônia tornaram-se nações independentes por direito próprio, e a Bessarábia (agora Moldávia e partes da Ucrânia) optou por se reunificar com a Romênia.
Os comunistas russos conseguiram recuperar o controle dos outros estados eslavos orientais, da Ásia Central e do Cáucaso, formando a União Soviética. A Irlanda foi dividida entre o Estado Livre Irlandês independente e a Irlanda do Norte controlada pelos britânicos após a Guerra Civil Irlandesa, na qual o Estado Livre lutou contra os republicanos irlandeses "anti-tratado", que se opunham à partição. No Oriente Médio, tanto o Egito quanto o Iraque conquistaram a independência. Durante a Grande Depressão, os países da América Latina nacionalizaram muitas empresas estrangeiras, a maioria das quais americanas, em uma tentativa de fortalecer suas próprias economias. As ambições territoriais dos soviéticos, japoneses, italianos e alemães levaram à expansão de seus domínios.
O período teve fim quando iniciou-se a Segunda Guerra Mundial.

## História
As consequências do conflito foram sentidas durante anos. Tanto derrotados quanto vitoriosos sofreram enormes perdas. A grande guerra deixou um saldo de milhões de mortos, cidades destruídas, economias falidas e conflitos sociais. A reconstrução da Europa enfrentou dificuldades colossais: recuperação e modernização do parque industrial, carência de matérias-primas básicas e desemprego. A fome ameaçava milhões de cidadãos desempregados, muito embora a pobreza do Império Britânico tenha se reduzido. O sentimento de civismo europeu foi abalado por estas graves consequências.

Retornamos do front. Estamos cansados, deprimidos, esgotados, sem raízes e sem esperanças. Provavelmente, não seremos capazes de recuperar nosso equilíbrio. Os outros não nos compreenderão. À nossa frente caminha uma geração que esteve ao nosso lado durante esses anos; mas eles já possuíam um lar e uma profissão e agora poderão voltar a eles e esquecer a guerra. Atrás de nós avança uma geração nova, muito semelhante àquela que fomos um dia: essa nos será estranha e nos repudiará.

(Erich Maria Remarque, veterano da I Guerra Mundial, sobre a difícil readaptação dos ex-combatentes).
As condições do pós-guerra revoltaram os trabalhadores europeus, que passaram a exigir seus direitos. O entusiasmo causado pela Revolução Russa, inspirou as revoluções de 1917–1923 pró-socialistas. Assustadas com esta situação, as elites europeias adotaram atitudes diversas para conter a tensão social. Países como Reino Unido e França concederam direitos sociais aos seus trabalhadores. Em outros como Itália, Alemanha e Espanha, o "perigo vermelho" justificou o surgimento de governos totalitários.
Os acordos de paz não alcançaram seus objetivos. Na Europa, antigas questões de convivência não foram resolvidas e novas tensões surgiram.
Com o Tratado de Versalhes a Alemanha (República de Weimar) perdeu um oitavo de seu território e seu império colonial. Seu exército foi reduzido, seus efetivos foram limitados e o país foi obrigado a pagar uma enorme indenização de guerra aos vencedores. As condições do tratado provocaram revolta e ressentimento no povo alemão.
Já o Tratado de Saint-Germain-en-Laye não satisfez os italianos, que foram privados da cidade de Fiume e de novas colônias africanas. No país este fato ficou conhecido como "vitória mutilada". A decepção italiana com os aliados da Primeira Guerra Mundial foi um dos fatores que favoreceram a ascensão de Benito Mussolini.
Novos Estados foram criados nos Balcãs, o que causou revoltas frequentes naquela região ainda jovem politicamente.
Esgotada pelas consequências da guerra, a Europa, até então líder incontestável do mundo, foi perdendo a sua posição de liderança para duas novas potências emergentes: Estados Unidos à frente do capitalismo e a União Soviética, ainda único país a adotar o socialismo.
Ao mesmo tempo, países da América Latina, África e Ásia passavam por importantes mudanças:
Uma grande revolução na década de 1930 sacudiu a República da China. Durante a década de 1920, o Brasil enfrentou revoltas tenentistas e a coluna Prestes e a revolução de 1930 extinguiu a República Velha iniciando a Era Vargas.
Para os Estados Unidos a década de 1920 foi marcada por um forte crescimento econômico. O povo estadunidense pôde desfrutar de inovações tecnológicas. Eletrodomésticos, rádio, cinema, vitrola, etc. tornaram-se bens de consumo. Automóveis tomavam as ruas das grandes cidades e o transporte aéreo torna-se realidade.
Na Alemanha e na Reino de Itália, surgiram o nazismo e o fascismo, respectivamente, representantes de uma ideologia que também contou com o fascismo japonês, salazarismo e franquismo.
| | |                                                                                  |                         |                                                                      |
| Cartaz japonês de 1919 sobre a pandemia de Gripe Espanhola. O texto diz: "Se tratada rapidamente, a cura é garantida." | Filme: assassinato do rei Alexandre I da Iugoslávia, num atentado que também tirou a vida do ministro francês Louis Barthou. | Líderes nazifascistas Benito Mussolini e Adolf Hitler em 28 de Setembro de 1938. | Propaganda nazista e... | ...propaganda comunista (ver: Comparação entre nazismo e stalinismo) |

## África
Com a dissolução do império colonial alemão, a França recebeu Camarões, a Bélgica ficou com uma parte da África Oriental Alemã e a Namíbia foi transferida para o controlo da África do Sul sob mandato da Liga das Nações.

### Fatos marcantes
Anos 20
- Guerra do Rif (1920)
  - Batalha de Annual (1921)

Anos 30
- Segunda Guerra Ítalo-Etíope (1935)

## Américas

### Brasil
No Brasil, além do surgimento de um movimento de inspirações semelhantes ao fascismo, a Ação Integralista Brasileira, houve a ascensão de Getúlio Vargas ao poder, instaurando o Estado Novo.

#### República Velha
- Belle Époque brasileira
- Coluna Prestes
- Comuna de Manaus
- Greve geral no Brasil em 1917
- Insurreição anarquista de 1918
- Partido Comunista Brasileiro
- Revolução de 1923
- Revolta dos 18 do Forte de Copacabana
- Revolta Paulista de 1924
- Semana de Arte Moderna
- Tenentismo

#### Era Vargas
- Caldeirão de Santa Cruz do Deserto
- Estado Novo
- Frente Única Antifascista
- Governo provisório
- Intentona Comunista
- Levante integralista
- Nazismo no Brasil
- Revolução Constitucionalista de 1932

|                                                |                                                                            |                                                             | |
| Getúlio Vargas e líderes da Revolução de 1930. | Trem com soldados constitucionalistas presos, chega a Ponta Grossa (1932). | Cabeçalho do jornal antifascista O Homem Livre (1933-1934). | Aurora Miranda e Carmen Miranda no filme Alô Alô Carnaval, de 1936 (ver: Cinema do Brasil e Rádio no Brasil). |

### Estados Unidos

#### Os "anos loucos"
Os Estados Unidos não sofreram com a destruição e puderam usufruir de uma década de prosperidade.
Nesse período os Estados Unidos passaram a ser a grande potência mundial, tendo em suas mãos em torno de 50% de todo ouro mundial.
|                                                     | |                                                                      | | |
| Louise Brooks, expoente do estilo Flapper, em 1926. | Josephine Baker na Folies Bergère (Paris, 1935) dançando o Charleston, dança que foi um dos símbolos dos "Anos Loucos". | Rádio valvulado, no estilo Art Déco, típico da Era de Ouro do Rádio. | Multidão em pânico em Wall Street, devido às desastrosas negociações na bolsa de Valores de Nova Iorque em 24 de Outubro de 1929. | A Manhattan de Nova Iorque em 1938. A fotografia colorida foi inventada em meados da década de 1930. |

#### A Grande Depressão
Com a recuperação dos países europeus que saíram da 1ª Guerra Mundial, esses foram se reerguendo, e tornaram-se independentes dos EUA. Dessa forma, a economia dos EUA começa a cair por final se originando a crise de 1929.
A Lei seca nos Estados Unidos (que proibiu fabricação, transporte e venda de bebidas alcoólicas) vigorou de 1920 a 1933.
| |                                                                                             | | |
| Manifestantes do movimento Bonus Army em Washington, acampados junto ao Capitólio em 13 de Julho de 1932. Este movimento, formado por veteranos da I Guerra Mundial, foi reprimido com violência. | Uma família de agricultores migrantes na Califórnia, Março de 1935. Foto de Dorothea Lange. | 30 de Outubro de 1938: Orson Welles transmite "A Guerra dos Mundos" dramatizando a invasão alienígena de Marte na Terra, causando pânico em massa, já que muitos ouvintes acreditaram tratar-se de uma invasão real. | Migrant Mother, de Dorothea Lange, uma das fotos mais famosas dos EUA nos anos 30, tida como uma das 100 Fotografias que Mudaram o Mundo, retrata Florence Owens Thompson e sua família. |

### Fatos marcantes
Anos 20
- Grande Depressão (1929)

Anos 30
- Copa do Mundo FIFA de 1930 (Uruguai)
- Guerra do Chaco (1932)
- Jogos Olímpicos de Verão de 1932 (Los Angeles)
- New Deal (1933)
- Revolução de 1930

## Antártida
Richard Byrd foi o primeiro a sobrevoar o polo sul em  29 de Novembro de 1929 (ver: aviação polar).

## Ártico
Richard Byrd, acompanhado por Floyd Bennett, pilotando um Fokker F.VII, foi supostamente o primeiro a sobrevoar o pólo norte em 9 de Maio de 1926. O dirigível Norge repetiu este feito no dia 12 de Maio de 1926 e foi a primeira aeronave a realizar a travessia Europa - América pelo Ártico.

## Ásia

### China

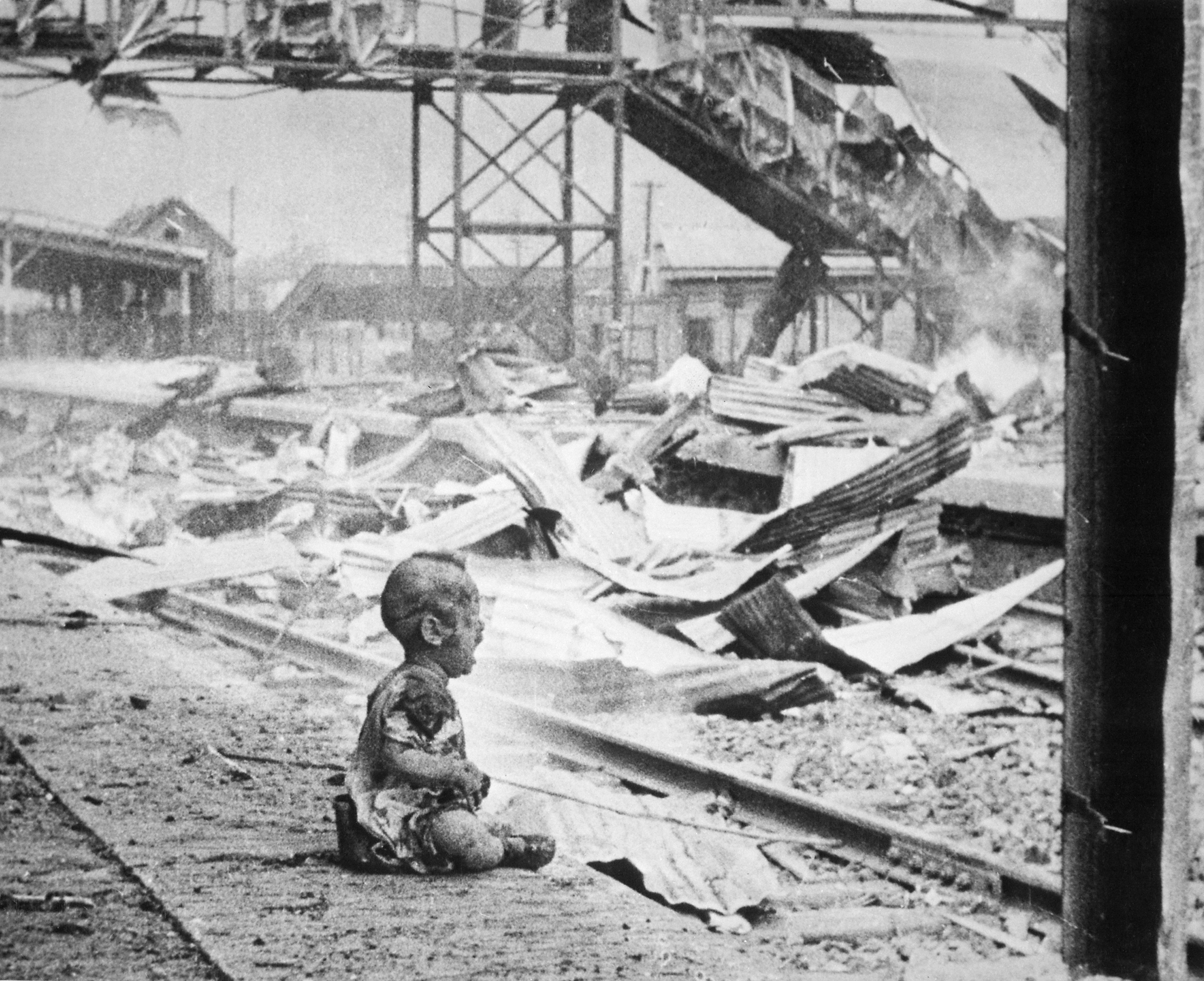
Sábado sangrento: Uma das mais famosas fotos da Segunda Guerra Sino-Japonesa e uma das 100 Fotografias que Mudaram o Mundo: um bebê abandonado em meio aos destroços de uma estação ferroviária após um bombardeio japonês (Xangai, 28 de Agosto de 1937).

- Chiang Kai-shek, assumiu o controle do Kuomintang
- Guerra Civil Chinesa
- Grande Marcha
- Mao Tse-tung
- Movimento do Quatro de Maio
- Partido Comunista da China
- Segunda Guerra Sino-Japonesa
- Sun Yat-sen

Anos 20
- Guerra Civil Chinesa (1927)

Anos 30
- Incidente de Mukden (1931)
- Segunda Guerra Sino-Japonesa (1937)

## Europa

### Portugal
Após a entrada de Portugal na Primeira Guerra Mundial, que inicialmente decidira manter-se neutro mas devido à pressão britânica e à necessidade de defesa das colónias portuguesas contra os alemães viu-se obrigado a participar no conflito, a crescente inflação e escassez de alimentos provocaram profundos problemas sociais. Organizações operárias e de esquerda, não sentido-se verdadeiramente representadas e ouvidas na Assembleia, originaram grandes greves e manifestações contra o governo que lhes respondia com o uso da força.
No meio destes tumultos Sidónio Pais avança e lidera o golpe de Estado de Dezembro de 1917, onde substitui o governo pela junta revolucionária liderada pelo próprio e faz com que o presidente da república Bernardino Machado seja deposto e consequentemente exilado. Sidónio Pais toma posse como presidente do ministério e, após as eleições, torna-se presidente da república, república esta renovada, agora de carácter presidencialista, que faz com que o poder fique centrado do presidente e não no governo. São iniciados um conjunto de decretos de matriz ditatorial que alteram a constituição de 1911, que faz de Sidónio presidente e chefe de governo simultaneamente, o que lhe deu o título de "Presidente-Rei".
Embora inicialmente um sucesso, o período de Sidónio Pais quase um ano depois começa a ser alvo de manifestações e greves, com o aproximar do fim da primeira guerra mundial. Sidónio é assassinado pelos republicanos a 14 de Dezembro de 1918, o que mergulha o país numa breve guerra civil. Portugal estava a ferro e fogo, e em 19 de Janeiro é proclamada em Lisboa e no Porto a Monarquia do Norte. Em Lisboa é derrubada uma semana depois, mas no Porto houve uma verdadeira guerra, com o exército republicano a lutar nas ruas da Invicta contra facções monárquicas e contra o povo.
Durante mais 7 anos a república portuguesa aguentou-se, resistindo a várias tentativas de golpes, tanto por parte de grupos civis como militares.
A república é derrubada com o golpe de 28 de Maio de 1926 por Gomes da Costa e Mendes Cabeçadas, e é instaurada a Ditadura Nacional. Os dois líderes do golpe não se conseguem entender, e Óscar Carmona entra em cena, elegendo-se presidente da república em 1928. A situação financeira do país estava a colapsar, o que fez com que Duarte Pacheco, por intermédio do presidente da república, convidasse António de Oliveira Salazar para o governo. Salazar aceita, tornando-se ministro das finanças, com a condição de poder controlar as despesas de todos os ministérios.
Salazar vai ganhando peso no governo e, em 1932, torna-se presidente do conselho de ministros. Portugal escapa à crise de 1929 graças à política de austeridade do Mago das finanças.
Em 1933, através de um plebiscito, cria-se uma nova constituição e acaba-se com a Ditadura Nacional, sendo fundado o Estado Novo, um regime autoritário baseado na doutrina social da igreja, no corporativismo e no nacionalismo, com traços adotados da Itália fascista de Mussolini. Neste regime antiparlamentar e de partido único, Salazar, presidente do conselho, centra o poder em si, tornando o presidente da república uma figura meramente formal. Os partidos políticos e as greves tornam-se proibidos.
Não havendo obstáculos ao poder de Salazar, este juntamente com os seus ministérios inicia a ligeira modernização do país, onde se destacam dezenas de obras públicas que haviam sido planeadas durante décadas mas ainda permaneciam no papel.
Em 1936, Portugal embora neutral, apoia Francisco Franco na Guerra Civil Espanhola. Em 1939 a Europa caminhava a passos largos para um conflito, e Portugal embora fosse anticomunista, recusou-se a aderir ao Pacto Anticomintern porque isto poderia arrastar o país para uma guerra.
Com a chegada da Segunda Guerra, Portugal permaneceria neutro. durante todo o conflito, violando as leis internacionais de neutralidade ao apoiar tanto o eixo como os aliados.
|                                 |                                       |                                                      |
| Sidónio Pais, o Presidente-Rei. | Desfile das tropas de Gomes da Costa. | Oliveira Salazar, principal ideólogo do Estado Novo. |

### Alemanha

#### Tentativa de revolução
No final de Outubro de 1918, militares comunistas rebelaram-se nas cidades de Kiel e no início de Novembro a revolta alastrou-se por outras cidades como Hamburgo e Berlim. Este fato levou o Kaiser Guilherme II a abdicar e partir para o exílio na Holanda. Em 9 de Novembro, Philipp Scheidemann proclamou a república e, dois dias depois, a Alemanha assinou o Armistício de Compiègne com os Aliados da Primeira Guerra Mundial.
Os revolucionários não chegaram ao poder, assumido pela ala socialista moderada que, aliada à burguesia, reprimiu violentamente o movimento no início de 1919. A radical Liga Espartaquista, assim nomeada em homenagem a Espártaco, líder da Terceira Guerra Servil entre escravos de Roma e República Romana, sofreu forte repressão. Nas ruas de Berlim, centenas de revoltosos perderam suas vidas e os líderes foram executados de forma sumária, dentre os quais, Rosa Luxemburgo e Karl Liebknecht.
O primeiro governo da república foi liderado por Friedrich Ebert, dirigente do partido social-democrata e incluiu "comissários do povo" levando a crer que na Alemanha o modelo revolucionário russo seria seguido. Entretanto, a decisão social-democrata de abortar a revolução, apoiada pelo Estado-Maior General da Alemanha, obrigou o comissariado a abandonar o governo. Socialistas e comunistas permaneceram ativos, mas na Alemanha, a revolução perdeu a sua maior oportunidade.

#### República de Weimar
Em Junho de 1919, passou a vigorar a Constituição de Weimar, cujo conteúdo liberal e democrático serviu de modelo para outras nações. A constituição (e também a república) recebeu este nome por ter sido escrita na cidade de Weimar.
A curta existência da República de Weimar foi extremamente conturbada por vários motivos: hiperinflação em 1923, desemprego, o ressentimento nacional contra as condições impostas pelo tratado de Versalhes e a grande depressão que atingiu duramente o país em 1929. Na tentativa de apontar os responsáveis pela derrota, surgiu a "Lenda da Punhalada pelas Costas" (Dolchstoßlegende). Esta, acusava liberais, comunistas, judeus, pacifistas e outros, de omissão, sabotagem e até traição, o que seriam as causas da derrota do império alemão na Grande Guerra.
Neste cenário, os conflitos políticos exacerbaram-se, levando conservadores, comunistas e nacional-socialistas (nazistas) a formarem grupos paramilitares que enfrentavam-se nas ruas violentamente. O mais agressivo e ativo destes grupos era a SA (Sturmabteilung) composta pelos "camisas pardas" nazistas. A autoridade do governo era frágil e não era possível formar governos de maioria, o que levou o presidente Paul von Hindenburg a governar ignorando o parlamento. Quando os nazistas chegaram ao poder (1933) o sistema parlamentar já não existia na prática.
Em Novembro de 1923, os nazistas, inspirados pela Marcha sobre Roma dos fascistas italianos, promoveram uma tentativa de golpe de Estado na Baviera, o Putsch da Cervejaria. O golpe falhou, causando a morte de 16 participantes que, mais tarde, a propaganda nazista transformou em heróis. Hitler foi preso e cumpriu pena de 9 meses de prisão, ocasião aproveitada por ele para escrever Mein Kampf. Uma vez em liberdade, desistiu de tentar tomar o poder pela força e decidiu alcançá-lo pelas vias legais.
Em 1932 o partido nazista já era, isoladamente, o maior do parlamento. Comunistas e socialistas, juntos, detinham a maioria das cadeiras mas, os comunistas, orientados pela Terceira Internacional (Comintern), recusaram formar uma aliança antinazista com os social-democratas. Com a divisão da esquerda e a derrota dos liberais, o presidente Hindenburg indicou Hitler para o cargo de Chanceler da Alemanha em 30 de Janeiro de 1933.
| | |                     |                             |
| Charge de 1924 mostrando Philipp Scheidemann apunhalando o exército alemão pelas costas. Atrás dele, Matthias Erzberger, político pacifista e opositor do Kaiser que firmou o Armistício de Compiègne em 11 de Novembro de 1918, finalizando a guerra. | "12 000 judeus morreram no campo de batalha pela honra da pátria mãe": Panfleto publicado em 1920 por veteranos judeus alemães da Reichsbund jüdischer Frontsoldaten em resposta ao Dolchstoßlegende. | Paul von Hindenburg | Adolf Hitler nos anos 1920. |

#### Alemanha Nazista

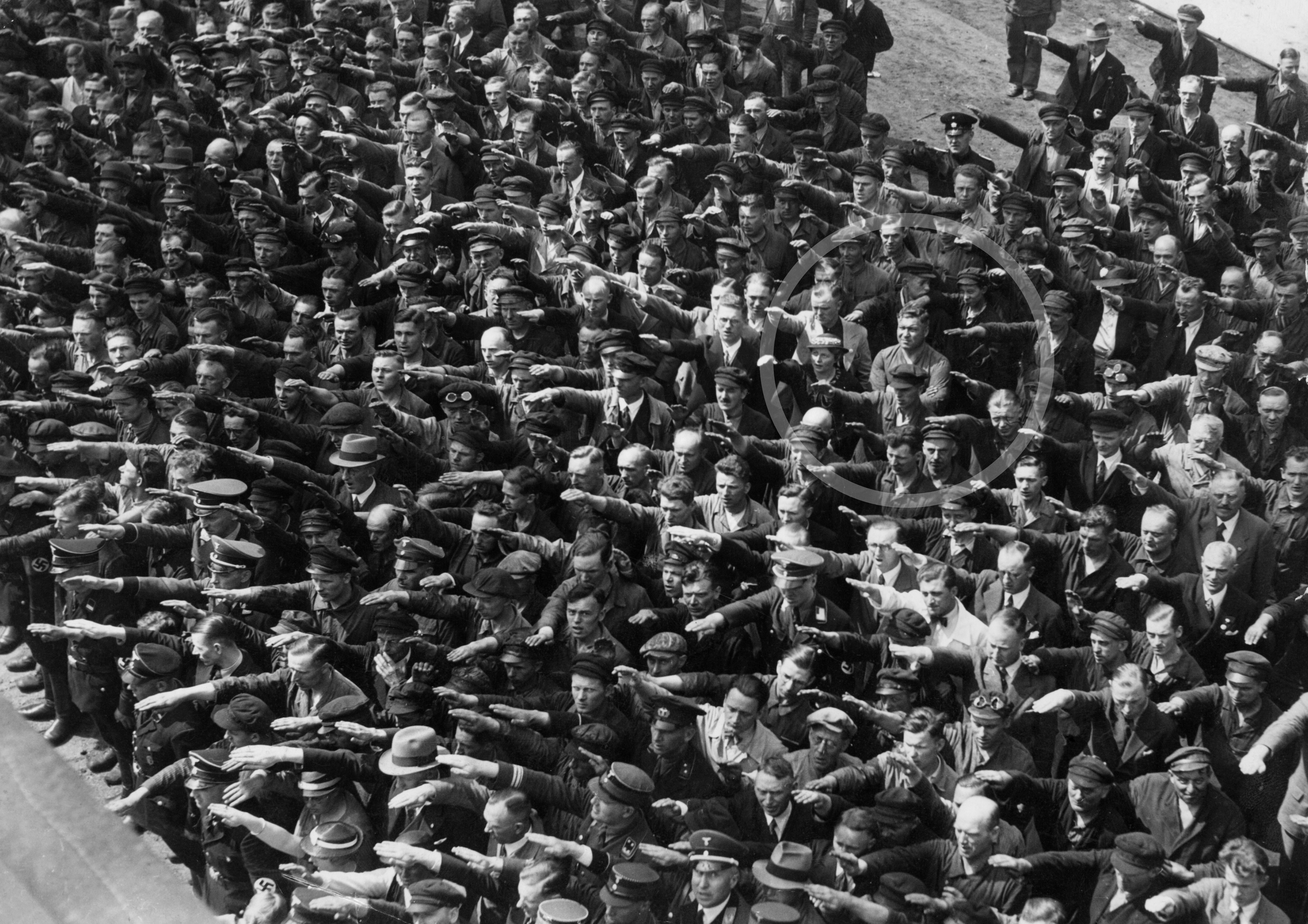
August Landmesser (no destaque), em 13 de Junho de 1936, recusando-se a fazer a saudação nazista.

O Partido dos Trabalhadores Alemães (DAP) foi fundado em 1920 por um pequeno grupo de militantes e seu fundador/presidente foi Anton Drexler. O então Verbindungsmann (agente de inteligência), cabo Adolf Hitler, foi incumbido pelo Dept Ib/P (departamento de educação e propaganda) do exército bávaro, de infiltrar-se. A sua função era observar as atividades da organização mas, numa das reuniões, envolveu-se em uma discussão impressionando a todos com a sua oratória. Foi convidado a filiar-se ao partido (renomeado Partido Nacional-Socialista dos Trabalhadores Alemães - NSDAP, abreviado para NAZI), desligou-se do Reichswehr (exército) neste mesmo ano, e já em 1921, tornou-se a sua principal liderança. Depois do fracassado Putsch da Cervejaria, da prisão de Hitler e de o partido praticamente desaparecer (sendo refundado em 1925) os nazistas procuraram chegar o poder legalmente.
Uma vez no poder, Hitler passou a governar a Alemanha de forma totalitária. Aboliu direitos e dissolveu o parlamento convocando novas eleições. Pouco antes do pleito, ocorreu o criminoso incêndio do Reichstag e a investigação apontou Marinus van der Lubbe como culpado. Na atualidade, ainda existem suspeitas de que nazistas estariam envolvidos no ataque ao Reichstag e, de fato, isto serviu de pretexto para o início de uma onda de repressão política. Os comunistas foram acusados e a perseguição atingiu também social-democratas e católicos. Não obtendo maioria nas eleições, os nazistas uniram-se ao Partido Nacional e, no reinício dos trabalhos do Reichstag, Hitler ganhou plenos poderes.
Neste momento, os nazistas iniciaram a eliminação sistemática da oposição. Partidos e sindicatos foram fechados e seus líderes presos em campos de concentração ou assassinados. Judeus, acusados de serem os principais culpados pelos males da Alemanha, foram excluídos da administração nacional, os funcionários públicos foram obrigados a ingressarem no partido e os cargos mais importantes entregues a nazistas.
A arte moderna foi tida como Entartete Kunst (Arte degenerada). Para criticar e ridicularizar esta forma de arte, considerada "judaica-bolchevista", foi organizada a exposição de arte degenerada em 1937. Instituições como a Bauhaus, primeira escola de design do mundo, foram fechadas. Livros considerados "semitas" ou "anti-germânicos" foram banidos e destruídos na queima de livros na Alemanha Nazista (Junho de 1933). O Institut für Sexualwissenschaft (Instituto para Estudo da Sexualidade) foi vandalizado e teve os livros de sua biblioteca queimados. Personalidades das ciências, artes e filosofia (tais como Albert Einstein, Conrad Veidt, Hannah Arendt e outros) partiram para o exílio (ver: Anti-intelectualismo).
| |                             | |
| Jovens membros da SA vandalizando a biblioteca do Dr. Magnus Hirschfeld diretor do Institut für Sexualwissenschaft. | Queima de livros de 1933... | ...e a exibição de um exemplar sobrevivente de Amok, de Stefan Zweig (Bebelplatz, Berlim, 10 de Maio de 2012.) |

A violência da repressão política atingiu até mesmo antigos nazistas. O grupo liderado por Hitler demonstrava grande preocupação com o crescimento político e numérico de algumas organizações nazistas adversárias como a SA. O partido promoveu então, um expurgo conhecido como a Noite dos Longos Punhais (30 de Junho-1 de Julho de 1934). Nesta ocasião, mais de mil nazistas rivais foram mortos, entre eles, Gregor Strasser e o comandante da SA, Ernst Röhm.
Um dia antes de falecer, o presidente Paul von Hindenburg, dirigiu-se a Hitler como "Sua Majestade" A morte Hindenburg representou o fim da já combalida República de Weimar.
O regime adotou medidas para recuperar a economia. Ao mesmo tempo, expandiu e modernizou suas forças armadas e conduziu uma política externa agressiva. Ocorreu a promulgação de leis de segregação racial, (como as Leis de Nuremberg) contra judeus e outros (ver: Nazismo e raça).
- Economia: Ministro da economia do III Reich desde 1934, Hjalmar Schacht pôs em prática medidas que eliminaram a hiperinflação levando, com sucesso, o país a um período de crescimento econômico acelerado. A recuperação da economia alemã surpreendeu a comunidade internacional. Em 1939 a Alemanha Nazista era responsável por 11% da produção industrial mundial.
- Forças armadas: Em 1935, entraram em operação as novas forças armadas (Wehrmacht): exército (Heer), marinha (Kriegsmarine) e força aérea (Luftwaffe). No ano seguinte, descumprindo as determinações do tratado de Versalhes, a Alemanha realizou a remilitarização da Renânia.

Eu vi aqueles vermes em Munique.

(Adolf Hitler, sobre os líderes democráticos ocidentais).
- Política externa: (ver: Espaço vital e Nova Ordem) O país aproximou-se da República da China (ver: Cooperação Sino-Germânica) e da União Soviética (ver: Negociações sobre a adesão da União Soviética ao Eixo e Pacto Molotov-Ribbentrop). Mas, efetivamente, aliou-se com o Império do Japão (Pacto Anticomintern, 1936) e Itália (Pacto de Aço, 1939). A aliança entre as três Potências do Eixo foi definitivamente formalizada em 1941 com o Pacto Tripartite. Em 1936 a Alemanha interveio na Guerra Civil Espanhola enviando uma força da Luftwaffe, batizada Legião Condor, para prestar apoio aos nacionalistas comandados por Francisco Franco. Em 13 de março de 1938, a Alemanha anexou a Áustria. Esta anexação, (conhecida como Anschluss), foi possível graças aos conflitos políticos que dividiram a Primeira República Austríaca. Em Setembro de 1938 ocorreu a Crise dos Sudetos. Para contorná-la os líderes democráticos firmaram, neste mesmo mês, o Acordo de Munique cedendo a Alemanha o território de Sudetenland (Sudetos). Em 15 de março de 1939 as forças alemãs ocuparam o restante do país. Aproveitando-se da debilidade da Sociedade das Nações e da omissão das democracias ocidentais (expressa na política de apaziguamento), a Alemanha seguiu com a sua política expansionista, culminando na Crise de Danzig e na Invasão da Polônia, fato que desencadeou a II Guerra Mundial.
- Política racial da Alemanha Nazista: Já em Março de 1933, entrou em funcionamento o Campo de Dachau, o primeiro campo de concentração criado pelos nazistas[22] (ver: Lista dos campos de concentração nazistas). Inicialmente, o objetivo destes campos era segregar (ver: Triângulos do Holocausto) qualquer grupo classificado como "sub-humano" (Untermensch): judeus, homossexuais, ciganos e outros. Também ficaram detidos nestes campos, dissidentes políticos, religiosos e/ou objetores de consciência (ver: Anticatolicismo, Religião na Alemanha Nazista  e Triângulo roxo) e, posteriormente, prisioneiros de guerra (soviéticos). Numa outra fase, foram criados campos de extermínio cujo objetivo expresso era eliminar as minorias indesejadas (ver: Conferência de Wannsee, Discurso de Posen e Solução final). População alemã ariana também foi alvo da política racial (ver: Democídio e Eugenia nazista). O programa Aktion T4 praticou eutanásia em doentes terminais, deficientes físicos e mentais.

|                                                                 | | |
| O país sediou os Jogos Olímpicos de Verão e de Inverno de 1936. | «Pergunto quanto tempo vai durar a lua de mel?:» Charge de Clifford K. Berryman, publicada no The Washington Star em Outubro de 1939, usada para satirizar o Pacto Molotov-Ribbentrop (ver: Comparação entre nazismo e stalinismo ). | Cigarros comercializados no mercado negro (Berlim, Janeiro de 1949). Durante o período nazista, o regime promoveu uma forte campanha antitabagista (ver: Movimento antitabagismo na Alemanha nazista.) |

### União Soviética
Quando socialismo infiltrou-se na Rússia deu origem aos partidos de oposição ao Czarismo.
Esses partidos são:
- Os bolcheviques: eram a maioria, formados por camponeses e operários, com o objetivo de implantação imediata da revolução socialista. (Radicalismo revolucionário). A base dos bolcheviques era a ação dos sovietes que pregavam PAZ, PÃO e TERRA. A paz que eles tanto queriam era a saída da Rússia da Primeira Guerra Mundial (ver: Tratado de Brest-Litovski); o pão era comida para os miseráveis, acabar com a fome; e a terra era terra para quem nela trabalha (reforma agrária).
- Os mencheviques: eram a minoria, formados por burgueses que defendiam a implantação do socialismo de forma intermediária.

|                          |                                                              | |
| Lênin e Stalin, em 1922. | Vítima do Holodomor numa rua da cidade ucraniana de Kharkiv. | Catedral de Cristo Salvador de Moscou sendo dinamitada, por determinação do governo soviético, em 5 de Dezembro de 1931 (ver: Perseguição aos Cristãos na União Soviética, Ateísmo Marxista- -leninista e Estado ateu). |

### Fatos marcantes
Anos 10
- Genocídio armênio (1915-1923)
- Revolta na Grande Polônia (1918-1919)
- Guerra Greco-Turca (1919)
- Guerra Polaco-Soviética (1919)
- Tratado de Versalhes (1919)
- República de Weimar (1919)

Anos 20
- Jogos Olímpicos de Verão de 1920 (Antuérpia)
- Estado Livre Irlandês (1921)
- Marcha sobre Roma (1922)
- Putsch da Cervejaria (1923)
- Jogos Olímpicos de Verão de 1924 (Paris)
- Jogos Olímpicos de Verão de 1928 (Amsterdã)

Anos 30
- Holodomor (1932)
- Alemanha Nazista (1933)
- Copa do Mundo FIFA de 1934 (Itália)
- Guerra Civil Espanhola (1936)
- Jogos Olímpicos de Verão de 1936 (Berlim)
- Acordo de Munique (1938)
- Anschluss (1938)
- Copa do Mundo FIFA de 1938 (França)
- Invasão da Polônia (1939)
- Invasão soviética da Polônia (1939)
- Guerra de Mentira (1939)
- Guerra de Inverno (1939)

## Oceania

### Austrália
A Austrália recebeu, sob mandato da Sociedade das Nações, o Território de Nova Guiné em 1920.

## Relações internacionais

### Sociedade das Nações

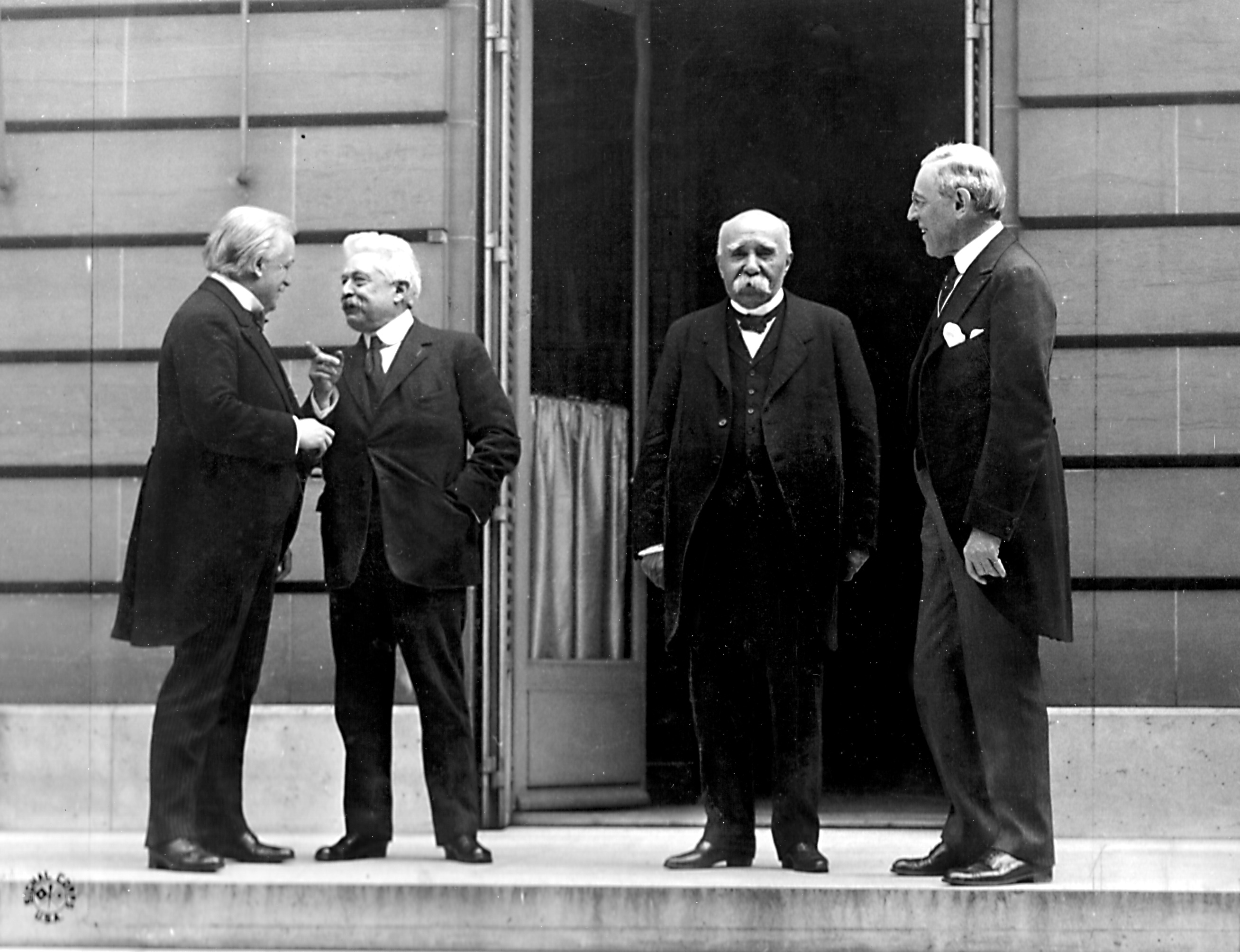
"Os quatro grandes": Lloyd George, Vittorio Emanuele Orlando, Georges Clemenceau e Woodrow Wilson na Conferência de Paz de Paris (1919), que formulou o Tratado de Versalhes e criou a Sociedade das Nações.

Com o final da grande guerra, surgiu o desejo de solucionar os conflitos internacionais de forma pacífica. Assim, por iniciativa Woodrow Wilson, presidente dos Estados Unidos, foi criada Sociedade das Nações.
Os principais objetivos da entidade eram: evitar futuras guerras e fiscalizar o cumprimento de acordos e tratados internacionais. Isto seria conseguido com a criação de normas jurídicas e compromissos de honra assumidos pelos países membros. Inicialmente, a Sociedade (ou Liga) das Nações contou com 32 membros, número que chegou a 54 em 1929.
A entidade determinava, entre outros pontos, que a independência e soberania dos integrantes fossem respeitadas. Contudo, em diversas ocasiões, suas determinações foram desrespeitadas.
Este desrespeito por suas decisões provocou-lhe um grande desgaste, e a Sociedade das Nações acabou por ser extinta em 1946. A sua sucessora é a Organização das Nações Unidas.

### Tratados, acordos e conferências internacionais
- Armistício de Mudros (1918)
- Tratado de Versalhes (1919)
- Conferência de Paz de Paris (1919)
- Tratado de Saint-Germain-en-Laye (1919)
- Tratado de Neuilly-sur-Seine (1919)
- Tratado de Trianon (1920)
- Tratado de Sèvres (1920)
- Tratado Naval de Washington de 1922
- Tratado de Rapallo (1922)
- Tratado de Lausanne (1923)
- Tratados de Locarno (1925)
- Pacto Kellogg-Briand (1928)
- Tratado de Latrão (1929)
- Conferência de Stresa (1935)
- Pacto Anticomintern (1936)
- Pacto de Aço (1939)
- Pacto Molotov-Ribbentrop (1939)
- Tratado de Craiova (1940)
- Pacto Tripartite (1940)

### Entidades internacionais
- Associação Internacional dos Trabalhadores
- Banco de Compensações Internacionais
- Comintern
- Entente dos Balcãs
- Oficina Internacional de Exposições
- Pequena Entente
- Quarta Internacional
- Sociedade das Nações
- Tribunal Permanente de Justiça Internacional

### Galeria

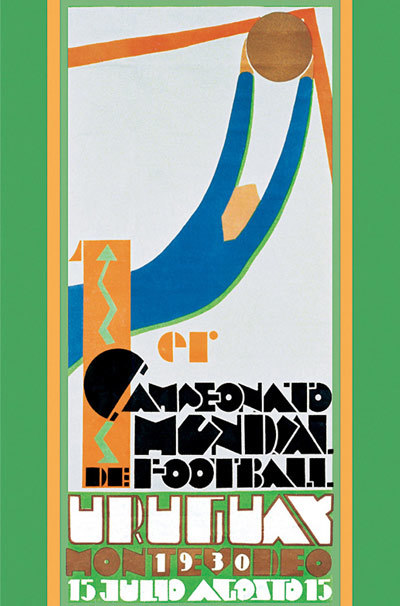
Poster oficial da copa do mundo de futebol de 1930.
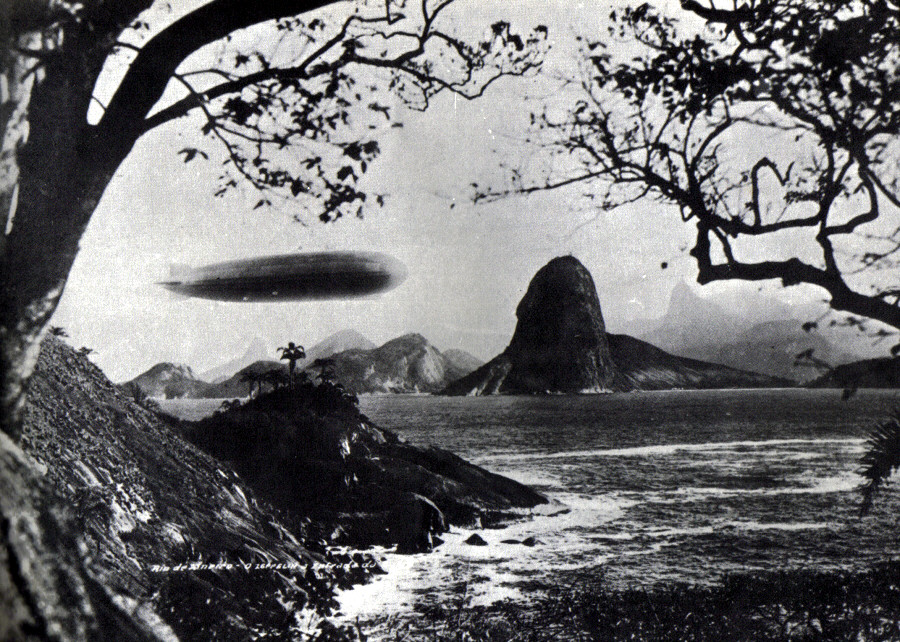
O Dirigível Graf Zeppelin, 1º aparelho voador a dar a volta ao mundo em 1929, sobrevoando a Baía de Guanabara em 25 de Maio de 1930.
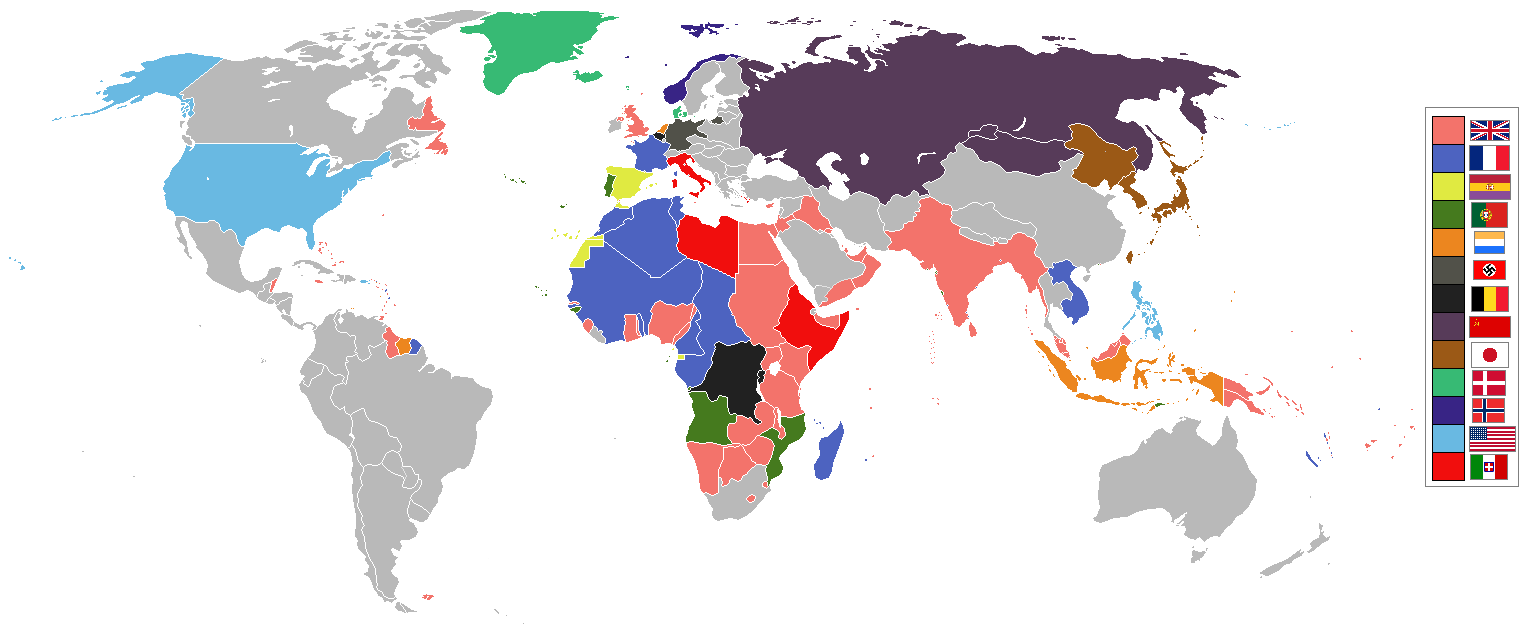
Impérios coloniais em 1936.
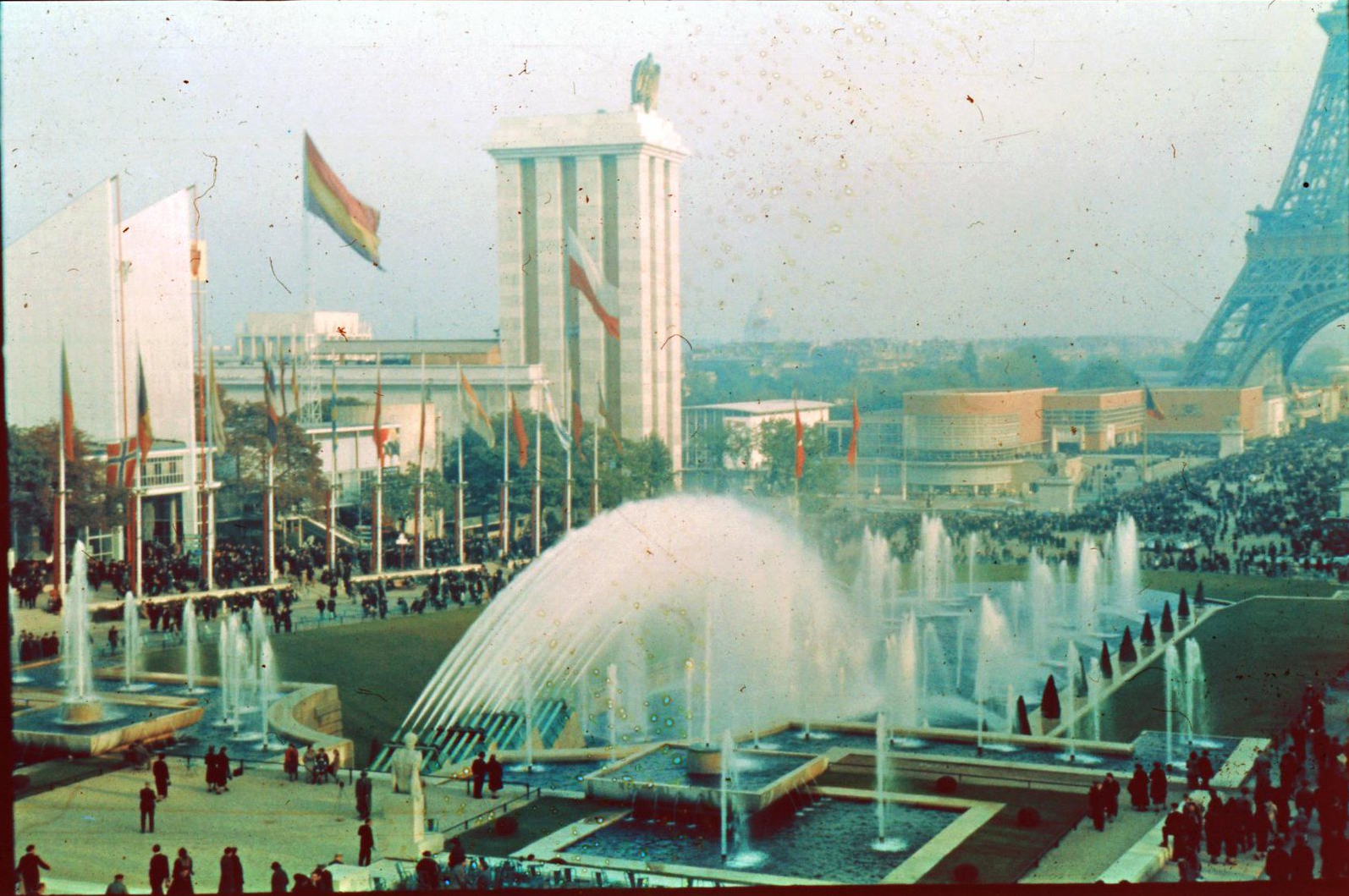
Exposição Universal de 1937 em Paris.
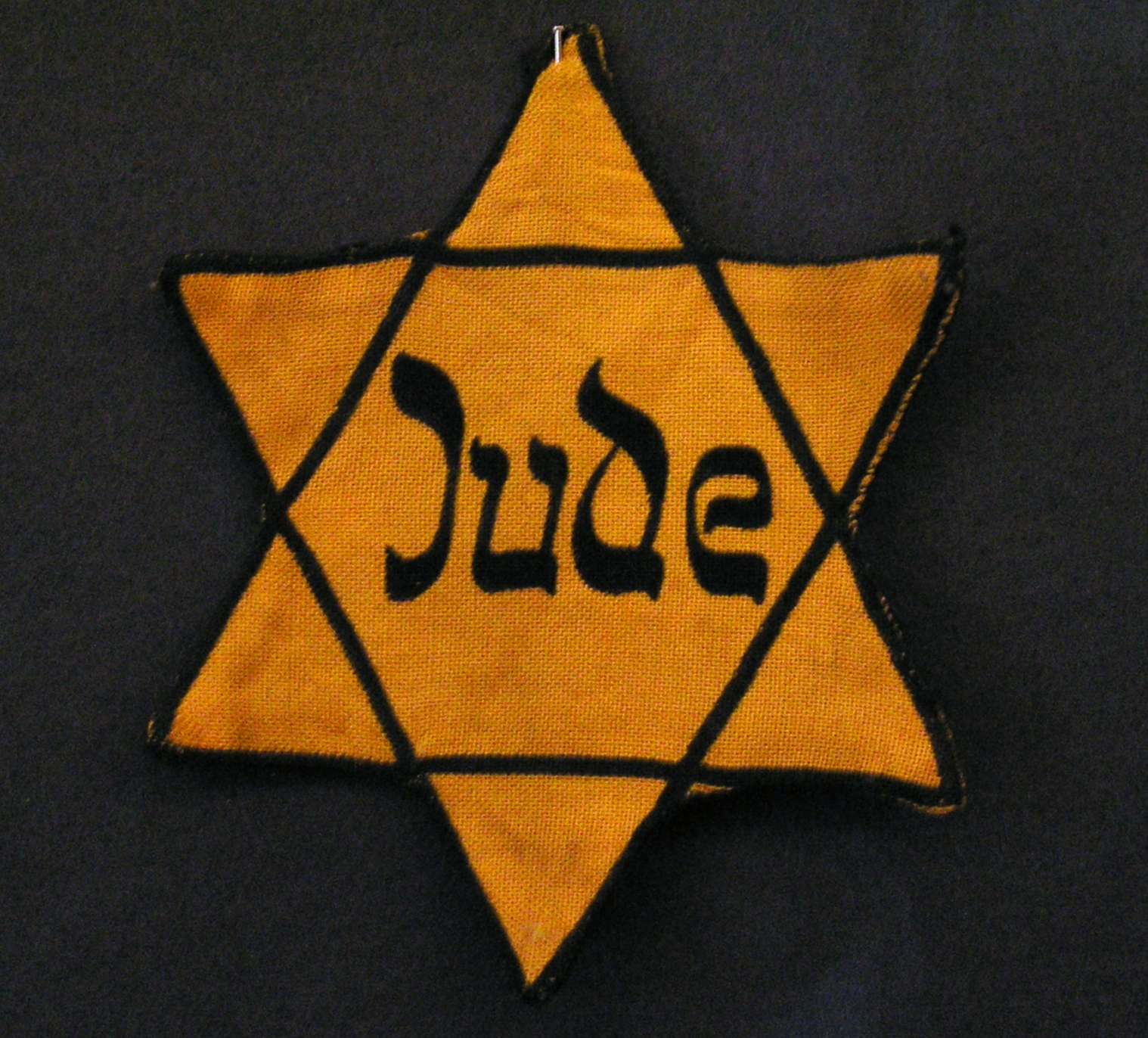
Estrela de Davi usada para identificar judeus durante o período do antissemitismo nazifascista.
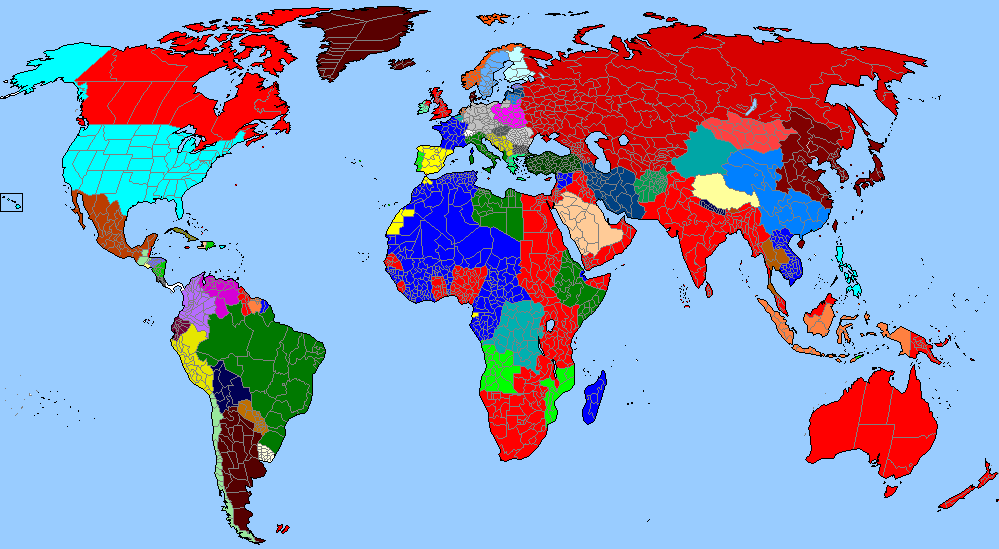
O Mundo em Julho de 1939.
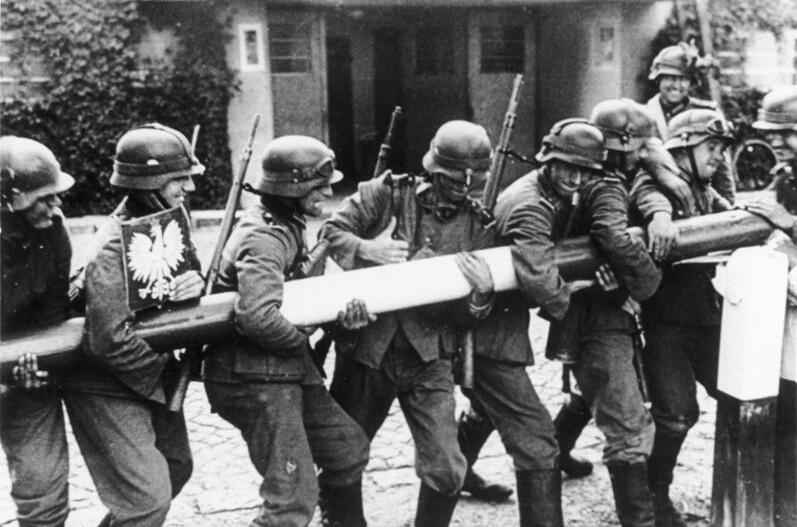
1º de Setembro de 1939: soldados alemães derrubam a fronteira da Polônia. Tem início a II Guerra Mundial.

## Movimentos artísticos e culturais
- Art déco
- Bauhaus
- Charleston
- Congresso Internacional da Arquitetura Moderna
- Dadaísmo
- Era de Ouro do Rádio
- Expressionismo alemão
- Estilo internacional
- Movimento antropofágico
- Palais de Chaillot
- Semana de Arte Moderna
- Surrealismo

|                                                                                         |                                                |                                                              |                                                                      |
| Charlie Chaplin, como The Tramp (o vagabun do) e Jackie Coogan no filme The Kid (1921). | Salvador Dalí e Man Ray (16 de Junho de 1934). | Carmen Miranda na revista A Scena Muda de Fevereiro de 1935. | Cristo Redentor (1931) a maior estátua do mundo, em estilo Art Déco. |

## Personalidades do período
A'
- Abd el-Krim
- Abel Gance
- Abelardo L. Rodríguez
- Adolf Hitler
- Adolfo de la Huerta
- Afonso XIII de Espanha
- Agustín Pedro Justo
- Al Capone
- Albert Lebrun
- Albert Sarraut
- Albert Speer
- Alberto I da Bélgica
- Alejandro Lerroux
- Aleksandr Kolchak
- Aleksandras Stulginskis
- Alexandre I da Grécia
- Alexandre I da Iugoslávia
- Alexandre Millerand
- Alexandros Zaimis
- Alexis Carrel
- Alfonso López Pumarejo
- Alfred Sauvy
- Álvaro Obregón
- Amadeo Bordiga
- André Breton
- André Citroën
- André Maginot
- André Malraux
- André Maurois
- André Tardieu
- Andreas Michalakopoulos
- Ante Pavelić
- Anthony Eden
- Anton Drexler
- Anton Pannekoek
- António de Oliveira Salazar
- Antonio Gramsci
- Apolônio de Carvalho
- Aristide Briand
- Arno Breker
- Arthur Neville Chamberlain
- Arthur Seyss-Inquart
- Artur da Silva Bernardes
- Augusto Fragoso

B
- Baldur von Schirach
- Bartolomeo Vanzetti
- Béla Kun
- Benito Mussolini
- Bento XV
- Bóris III da Bulgária
- Buenaventura Durruti

C'
- Calvin Coolidge
- Camille Chautemps
- Carl Gustaf Emil Mannerheim
- Carlos Ibáñez del Campo
- Carlos II da Romênia
- Charles Dawes
- Charles de Broqueville
- Charles Lindbergh
- Charlie Chaplin
- Chiang Kai-shek
- Cirilo da Bulgária
- Clara Petacci
- Clara Zetkin
- Constantino I da Grécia
- Count Basie

D
- David Lloyd George
- Delfim Moreira da Costa Ribeiro
- Denis de Rougemont
- Dimitrios Gounaris
- Dolores Ibárruri
- Duke Ellington
- Dziga Vertov

E
- Éamon de Valera
- Édouard Daladier
- Édouard Herriot
- Eduardo VIII do Reino Unido
- Edvard Beneš
- Eleftherios Venizelos
- Eliot Ness
- Emil Jannings
- Émile Vandervelde
- Émile-Auguste Chartier
- Emilio Portes Gil
- Emmanuel Mounier
- Engelbert Dollfuss
- Epitácio Pessoa
- Ernst Röhm
- Ernst Thälmann
- Eugène Schueller

F
- Federico García Lorca
- Fernando I da Romênia
- Francisco Franco
- Francisco Largo Caballero
- Franklin Delano Roosevelt
- Franz von Papen
- Friedrich Ebert
- Friedrich Wilhelm Murnau
- Fritz Lang

G
- Gabriele D'Annunzio
- Galeazzo Ciano
- Gaston Doumergue
- Georges Clemenceau
- Georges Leygues
- Georges Politzer
- Georges Sorel
- Getúlio Vargas
- Giacomo Matteotti
- Glenn Miller
- Gregor Strasser
- Gregorio Marañón
- Gustav Stresemann

H
- Haile Selassie
- Heinrich Himmler
- Henri Béraud
- Henry Ford
- Herbert Hoover
- Hermann Göring
- Hipólito Yrigoyen
- Hubert Lagardelle
- Hubert Pierlot

I
- Indalecio Prieto
- Ioánnis Metaxás
- Ion I. C. Brătianu

J
- Jean Anouilh
- Jean Arp
- Jean Mermoz
- Jean Rostand
- Joachim von Ribbentrop
- João Ribeiro de Barros
- John Edgar Hoover
- John Maynard Keynes
- Jorge II da Grécia
- José Antonio Primo de Rivera
- José Calvo Sotelo
- José Calvo Sotelo
- José Félix Uriburu
- Josef von Sternberg
- Joseph Caillaux
- Joseph Goebbels
- Joseph Paul-Boncour
- Josephine Baker
- Józef Piłsudski
- Juan Negrín
- Jules Renkin
- Julien Duvivier
- Júlio Prestes
- Julius Evola

K
- Kaarlo Juho Ståhlberg
- Karl Korsch
- Karl Liebknecht
- Karl Radek
- Karl Renner
- Kim Philby
- Konstantin Päts
- Kurt Eisner
- Kurt von Schleicher
- Kyösti Kallio

L
- Lauri Kristian Relander
- Lavrenti Beria
- Lázaro Cárdenas del Río
- Le Corbusier
- Leni Riefenstahl
- Léon Blum
- Léon Degrelle
- Léon Delacroix
- Leon Trótski
- Leopoldo III da Bélgica
- Lev Kamenev
- Louis Aragon
- Louis Barthou
- Louis-Ferdinand Céline
- Luís Carlos Prestes
- Lutz Schwerin von Krosigk

M
- Manuel Azaña
- Manuel Portela Valladares
- Marcel Carné
- Marcelo Torcuato de Alvear
- Marlene Dietrich
- Martin Niemöller
- Maurice Chevalier
- Max Ernst
- Max Reinhardt
- Michael Collins
- Miguel I da Romênia
- Miguel Primo de Rivera
- Mihail Manoilescu
- Mihály Károlyi
- Mikhaïl Boulgakov
- Miklós Horthy
- Mistinguett
- Mustafa Kemal Atatürk

N
- Niceto Alcalá-Zamora y Torres
- Nicolae Iorga
- Nikolai Bukharin
- Nikolaos Plastiras

O
- Óscar Carmona
- Oswald Mosley

P
- Pablo Picasso
- Palmiro Togliatti
- Pascual Ortiz Rubio
- Paul Deschanel
- Paul Doumer
- Paul Éluard
- Paul Reynaud
- Paul von Hindenburg
- Paul-Henri Spaak
- Pedro Aguirre Cerda
- Pedro II da Iugoslávia
- Pehr Evind Svinhufvud
- Petru Groza
- Philipp Scheidemann
- Philippe Pétain
- Pierre Laval
- Pio XI
- Pio XII
- Plutarco Elías Calles

R
- Rafael  Leónidas Trujillo
- Ramón Mercader
- Raymond Poincaré
- Reinhard Heydrich
- René Lalique
- Richard Strauss
- Risto Ryti
- Robert Aron
- Robert Desnos
- Roberto Marcelino Ortiz
- Roger Salengro
- Rosa Luxemburg
- Rudolf Hess
- Rudolf Hilferding

S
- Saint-John Perse
- Santiago Casares Quiroga
- Santos Dumont
- Serguei Eisenstein
- Serguei Kirov
- Serguei Prokofiev
- Stanley Baldwin
- Sun Yat-sen

T
- Theodor Heuss
- Théodore Steeg
- Thomas Mann
- Tomáš Masaryk

V
- Viatcheslav Molotov
- Victor Serge
- Vítor Emanuel III da Itália
- Vittorio Emanuele Orlando

W
- Walther Rathenau
- Washington Luís Pereira de Sousa
- Wilhelm Canaris
- Woodrow Wilson